# Arón Rodríguez
Arón David Rodríguez Franco (Balzar, Guayas, Ecuador; 6 de agosto de 1999) es un futbolista ecuatoriano. Juega como delantero y su equipo actual es Independiente del Valle de la Serie A de Ecuador.

## Trayectoria
Inició su carrera en 2016 jugando para las divisiones inferiores del Fiorentina Fútbol Club de la ciudad de Vinces, que juega en la Segunda Categoría de Los Ríos en la categoría sub-17 y sub-18. Su debut en el fútbol profesional se produjo en 2018 en el torneo provincial de Segunda Categoría de Los Ríos cuando vestía la camiseta de Corinthians de El Empalme; en abril de 2018 se unió al Deportivo Quevedo.
En febrero de 2019 se incorporó al Club Deportivo Macará, jugando en la división sub-23. Debutó con el primer plantel el 3 de noviembre en la derrota 0-1 ante El Nacional, correspondiente a la Serie A de Ecuador 2019. En julio de 2020 es ascendido oficialmente al equipo principal. Marcó su primer gol, el 27 de febrero de 2021, en la victoria 3-1 ante Independiente del Valle. En aquel año, debutó en la Copa Sudamericana.
En marzo de 2022, se confirmó su transferencia a Universidad Católica, el club capitalino adquirió el 60% pase del jugador al club ambateño, Macará. Debutó el 17 de abril en la victoria 3-1 nuevamente ante Independiente del Valle.

## Selección nacional
En enero de 2022, fue convocado por Gustavo Alfaro a la selección absoluta, para disputar los duelos de eliminatorias a Catar 2022 ante Brasil y Perú, sin embargo, no logró sumar minutos.

## Estadísticas

### Clubes
Actualizado al último partido disputado el 19 de agosto de 2025.
| Club                              | Div.          | Temporada     | Liga  | Liga  | Copas nacionales | Copas nacionales | Copas internacionales | Copas internacionales | Total | Total |
| Club                              | Div.          | Temporada     | Part. | Goles | Part.            | Goles            | Part.                 | Goles                 | Part. | Goles |
| --------------------------------- | ------------- | ------------- | ----- | ----- | ---------------- | ---------------- | --------------------- | --------------------- | ----- | ----- |
| Corinthians · Ecuador             | 3.ª           | 2018          | 4     | 5     | Inexistentes     | Inexistentes     | Inexistentes          | Inexistentes          | 4     | 5     |
| Corinthians · Ecuador             | Total club    | Total club    | 4     | 5     | 0                | 0                | 0                     | 0                     | 4     | 5     |
| Deportivo Quevedo · Ecuador       | 3.ª           | 2018          | 24    | 2     | Inexistentes     | Inexistentes     | Inexistentes          | Inexistentes          | 24    | 2     |
| Deportivo Quevedo · Ecuador       | Total club    | Total club    | 24    | 2     | 0                | 0                | 0                     | 0                     | 24    | 2     |
| Macará · Ecuador                  | 1.ª           | 2019          | 1     | 0     | 0                | 0                | 0                     | 0                     | 1     | 0     |
| Macará · Ecuador                  | 1.ª           | 2020          | 25    | 2     | —                | —                | —                     | —                     | 25    | 2     |
| Macará · Ecuador                  | 1.ª           | 2021          | 26    | 4     | —                | —                | 2                     | 0                     | 28    | 4     |
| Macará · Ecuador                  | 1.ª           | 2022          | 2     | 0     | —                | —                | —                     | —                     | 2     | 0     |
| Macará · Ecuador                  | Total club    | Total club    | 54    | 6     | 0                | 0                | 2                     | 0                     | 56    | 6     |
| Universidad Católica · Ecuador    | 1.ª           | 2022          | 23    | 7     | 1                | 0                | 3                     | 0                     | 27    | 7     |
| Universidad Católica · Ecuador    | 1.ª           | 2023          | 28    | 5     | 0                | 0                | 2                     | 0                     | 30    | 5     |
| Universidad Católica · Ecuador    | 1.ª           | 2024          | 28    | 2     | 4                | 0                | 9                     | 0                     | 41    | 2     |
| Universidad Católica · Ecuador    | Total club    | Total club    | 79    | 14    | 5                | 0                | 14                    | 0                     | 98    | 14    |
| Independiente del Valle · Ecuador | 1.ª           | 2025          | 13    | 4     | 0                | 0                | 7                     | 0                     | 20    | 4     |
| Independiente del Valle · Ecuador | Total club    | Total club    | 13    | 4     | 0                | 0                | 7                     | 0                     | 20    | 4     |
| Total carrera                     | Total carrera | Total carrera | 174   | 31    | 5                | 0                | 23                    | 0                     | 202   | 31    |
| 1. 2.                             |               |               |       |       |                  |                  |                       |                       |       |       |